# Ciclina I
La ciclina I es una proteína, miembro de la familia de las ciclinas, codificada en los humanos por el gen GCNI. La secuencia de la ciclina I se encuentra altamente conservada y muy similar a la secuencia de la ciclina G. Su función permanece por elucidar.

## Características
La ciclina I contiene una secuencia o «caja de ciclina» típica cerca del extremo N-terminal y una secuencia PEST cerca de su extremo C-terminal. La ciclina I muestra la mayor similitud de secuencia en esta caja de ciclina con las ciclinas G y E, mientras que la similitud entre las ciclinas I y G también se extiende hacia el extremo C-terminal de las moléculas. El mRNA de la ciclina I se expresa a niveles más elevados en los tejidos postmitóticos, incluyendo el músculo esquelético, corazón y el cerebro. Esto es inusual entre las ciclinas que se expresan en etapas premitóticas o durante la mitosis misma. Su expresión es constante durante la progresión del ciclo celular. La expresión del de la ciclina I no se correlaciona directamente con el ciclo celular y, por lo tanto, la ciclina I puede ser un novedoso miembro de la familia de las ciclinas que funciona independientemente del control del ciclo celular.

## Función
Aun cuando la función de la ciclina I es desconocida, se sabe que en el riñón, en vez de regular la proliferación celular como otras ciclinas, más bien promueve la supervivencia de podocitos, que son las células epiteliales diferenciadas esenciales para la integridad estructural y funcional de los glomérulos renales. La ciclina I es parte de mecanismos que se oponen a la apoptosis por medio de la unión y acivación de la quinasa dependiente de ciclina 5 (Cdk5) en podocitos y neuronas de ratones de laboratorio. El predominio de la ciclina I localiza al Cdk5 al perímetro nuclear, mientras que el predominio de la proteína p35 resulta en una localización de Cdk5 hacia la membrana celular. Esta vía de señalización Cdk5/ciclina I es también defectuosa en ratones experimentales con glomerulonefritis inducida en el laboratorio.  La ciclina I también se une a la p21.
En experimentos donde se presenta el bloqueo del gen de la ciclina I, la actividad de Cdk5 se ve reducida y la inhibición de Cdk5 aumenta la susceptibilidad celular a la apoptosis en respuesta a daño o estrés celular. Además, los niveles de las proteínas antiapoptóticas Bcl-2 y Bcl-XL se reducen en células deficientes de ciclina I. La restauración de Bcl-2 o de la expresión de Bcl-XL detiene la apoptosis inducida por lesión celular. Por otra parte, los niveles de MEK1/2 fosforilada y ERK1/2 se ven igualmente reducidos en células deficientes de ciclina I. De igual manera, la inhibición de MEK1/2 restaura los niveles intracelulares de las proteínas Bcl2 y Bcl-XL.

### Cáncer
La ciclina I ha sido vinculada con proteínas relacionadas con la angiogénesis tumoral, incluyendo el factor de crecimiento endotelial vascular (VEGF) y el receptor VEGF tipo 2 (VEGFR-2), en el cáncer de mama humano. La expresión elevada de ciclina I y VEGFR-2 es capaz de proporcionar una ventaja proliferativa a las células de cáncer de ovario de tipo epitelial. La ciclina I puede estar vinculados con la angiogénesis en estos tipos de cáncer de ovario.